# Danh sách đơn vị hành chính Việt Nam khu vực Bắc Trung Bộ
Các đơn vị hành chính của Việt Nam thuộc các tỉnh Bắc Trung Bộ (tức là thuộc thành phố Huế và các tỉnh Thanh Hóa, Nghệ An, Hà Tĩnh, Quảng Bình, Quảng Trị), bao gồm:

## Thống kê
| STT | Tên tỉnh   | Phường | Thị trấn | Xã  | Tổng |
| --- | ---------- | ------ | -------- | --- | ---- |
| 1   | Huế        | 48     | 7        | 78  | 133  |
| 2   | Hà Tĩnh    | 21     | 13       | 182 | 216  |
| 3   | Nghệ An    | 32     | 17       | 411 | 460  |
| 4   | Quảng Bình | 15     | 8        | 128 | 151  |
| 5   | Quảng Trị  | 13     | 11       | 101 | 125  |
| 6   | Thanh Hóa  | 60     | 30       | 469 | 559  |